# Codevilla
Codevilla (Cudvila in dialetto oltrepadano) è un comune italiano di 912 abitanti della provincia di Pavia in Lombardia. Si trova ai piedi delle colline dell'Oltrepò Pavese, vicino allo sbocco in pianura del torrente Staffora; il comune è esteso parte in pianura, parte in collina.

## Storia
I due centri storicamente più importanti del comune di Codevilla sono l'attuale capoluogo e la sua frazione Mondondone: mentre quest'ultima ebbe per lungo tempo la preminenza politica, il primo mantenne sempre la maggiore importanza religiosa. Mondondone, che sorge su un colle dominante il capoluogo, è noto fin dal X secolo (997): era compreso nella contea di Tortona, e apparteneva in gran parte al Monastero del Senatore in Pavia; nel 1164 la città di Pavia ne acquisì anche il dominio politico, facendone sede di una delle podesterie o squadre in cui era diviso il territorio: il monastero del Senatore ne manteneva però la signoria e nominava il podestà.
Nel 1412 la squadra di Mondondone, comprendente anche Codevilla e l'attuale comune di Torrazza Coste nonché la frazione Garlassolo del comune di Retorbido, fu data in feudo a Rainaldo Beccaria del ramo di Pieve del Cairo. Nel 1610, estinti questi Beccaria, il feudo fu venduto ai conti Rovida di Pavia, cui restò fino all'abolizione del feudalesimo (1797).
In tutto questo periodo Mondondone era rimasto sede comunale. Ai suoi piedi era andato sviluppandosi Codevilla, che almeno dal XVI secolo era divenuto il centro più importante, e anzi uno dei più popolosi della zona. Si era sviluppato nel basso medioevo poco distante dall'antica pieve di San Martino della Luta (nota fin dal XII secolo e crollata definitivamente nel corso del XVII secolo), decaduta in seguito all'abbandono dell'antico villaggio cui faceva capo in favore di quella che oggi è Codevilla. In questo spostamento va ricercata l'etimologia di Codevilla, e cioè in cò ad la vila (in capo alla "villa", il precedente villaggio presso la Pieve). La Pieve di San Martino della Luta si trovava presso l'odierna località S. Martino, situata lungo la str. Ferretta che collega Codevilla a Voghera, a circa 2 km dal nucleo più antico di Codevilla. L'antico borgo sorgeva attorno a una rocchetta nei pressi del torrente oggi noto come Luria (forse all'epoca Luta).
Nel 1814 Codevilla divenne sede comunale, e Mondondone fu ridotto a frazione.
Nel 1997 si sono svolti i festeggiamenti per il millenario di Mondondone.

### Simboli
Lo stemma e il gonfalone sono stati approvati dal consiglio comunale il 29 luglio 1981 e concessi con decreto del presidente della Repubblica del 3 giugno 1982.
L'aquila d'azzurro vuole ricordare le famiglie feudatarie del paese, in particolare i Beccaria e Rovida. Le spighe di grano e l'uva rappresentano i principali prodotti agricoli del territorio.
Il pastorale ricorda che Codevilla è stata a lungo feudo del vescovo di Tortona.
Il gonfalone è un drappo partito di bianco e di azzurro.

## Monumenti e luoghi di interesse
- Castello di Mondondone

## Società

### Evoluzione demografica
Abitanti censiti

### Tradizioni e folclore
Le leggende popolari diffuse in questa zona raccontano che a Casareggio vi fosse la dimora estiva dove avrebbe soggiornato re Alboino durante gli anni dell'assedio pavese. Questo, sempre secondo la tradizione locale, sarebbe stato il luogo degli incontri tra il sovrano longobardo e il contadino Bertoldo.

## Infrastrutture e trasporti
La stazione di Codevilla sorgeva lungo la ferrovia Voghera-Varzi, attiva fra il 1931 e il 1966.

## Amministrazione

### Comunità montane
Fa parte della fascia bassa della Comunità Montana Oltrepò Pavese.